# Elatostema junghuhnianum
Elatostema junghuhnianum är en nässelväxtart som beskrevs av Friedrich Anton Wilhelm Miquel. Elatostema junghuhnianum ingår i släktet Elatostema och familjen nässelväxter. Inga underarter finns listade i Catalogue of Life.